# Ugly Duckling (phim truyền hình)
Ugly Duckling (tiếng Thái: รักนะเป็ดโง่; RTGS: Rak Na Pet Ngo, tiếng Việt: Cô Vịt Xấu Xí) là một bộ phim truyền hình Thái Lan phát sóng năm 2015 và được chia thành 4 phần lần lượt là Perfect Match, Pity Girl, Don't và Boy's Paradise dựa theo cuốn tiểu thuyết của Jamsai Publishing.
Bộ phim được đạo diễn bởi Chatkaew Susiwa và sản xuất bởi GMMTV. Phần đầu tiên Perfect Match được phát sóng từ ngày 17 tháng 5 năm 2015 đến ngày 12 tháng 7 năm 2015, tiếp đến là Pity Girl (26 tháng 7 năm 2015 đến 23 tháng 8 năm 2015), Don't (30 tháng 8 năm 2015 đến 11 tháng 10 năm 2015) và Boy's Paradise (25 tháng 10 năm 2015 đến 20 tháng 12 năm 2015) vào lúc 20:00 (ICT), Chủ nhật trên GMM 25.
Bộ phim này rất nổi tiếng và là nội dung được tìm kiếm nhiều thứ hai tại Thái Lan trong năm 2015, theo Google.

## Nội dung

### Perfect Match
Junior (Worranit Thawornwong) là một cô gái xinh đẹp, giàu có và đang sống một cuộc sống hạnh phúc với nhiều bạn xung quanh và anh người yêu đẹp trai. Một ngày nọ, cô quyết định đi làm phẫu thuật thẩm mỹ vì không thể chịu nổi việc bạn bè cô nói rằng má của cô rất to. Cô thực hiện ca phẫu thuật mà không biết rằng cô dị ứng với chất hóa học nên mặt cô đã mọc đầy mụn nhọt. Sau đó, bạn bè và người yêu của cô tìm lý do để bỏ rơi cô. Cô không thể chịu được cuộc sống mà không có một ai ưa mình như vậy nên cô đã xin bố mẹ để chuyển về học tại một trường cao đẳng ở nông thôn để được điều trị tại bệnh viện của trường và để theo đuổi người trong mộng của cô từ tiểu thuyết mà cô yêu thích. Và đó là nơi cô gặp Suea (Puttichai Kasetsin).

### Pity Girl
Tiếp nối Perfect Match, Alice (Neen Suwanamas) trèo lên cây để chụp ảnh, trong khi chụp cô đã nhìn thấy Aston (Natcha Janthapan) ngồi tại ghế dưới cái cây mà cô đang leo. Khi cô đang lén chụp Aston, anh đã nhìn lên khiến cô giật mình và ngã khỏi cây. Sau khi hôn mê, cô tỉnh dậy và bị mất trí nhớ. Fuyu (Nachat Juntapun) là người đã ở bên cô khi cô nhập viện. Anh đã đưa cô một cuốn nhật ký để ghi lại những điều cần thiết và khi cô không nhớ thì có thể giở ra xem. Alice có hai người bạn là Chicha (Marie Eugenie LeLay) và BM (Thitipoom Techaapaikhun), bạn trai của Chicha. Khi bắt đầu năm học, Aston quay trở về từ Mỹ và quyết tâm giành lại Alice.

### Don't
Hồi nhỏ, Maewnam (Lapassalan Jiravechsoontornkul) đã tỏ tình với người mà cô thích nhưng lại bị từ chối và bị chê là xấu xí. Từ đó, những đứa trẻ khác cũng gọi cô là xấu xí. Từ đó về sau, cô luôn đội một chiếc hộp và luôn ở nhà, không giao du với ai.
Cô đã năn nỉ bố để được đi học. Trong trường, cô kết thân với Minton (Chatchawit Techarukpong), một chàng trai ngọt ngào, hay tán tình người khác và một chàng trai thô lỗ tên Zero (Jirakit Thawornwong), người hay tạo ra rắc rối. Cô phải đối mặt với những vấn đề mới liên quan đến đời sống xã hội. Nhưng một ngày, khi cô tháo bỏ chiếc hộp che mặt đi thì mọi người lại thấy cô rất xinh. Cả Minton và Zero đều tỏ tình với Maewnam, cô sẽ chọn ai?

### Boy's Paradise
Mami (Esther Supreeleela) là một cô gái sống riêng một mình với tiền trợ cấp thường xuyên từ cha mẹ. Khi mẹ cô phát hiện cô đang thầm thích một người, cô đã thề chết để theo đuổi tình yêu đó. Vì vậy, mẹ cô đã cho ba người đàn ông thuê căn nhà đó với mong muốn đưa con gái mình đi nơi khác sống. Nhưng Mami lại vướng vào chuyện tình cảm của người khác nên cô đã nhờ CU (Sean Jindachote), người bạn cùng phòng của cô, giả làm bạn trai cô.

## Diễn viên

### Diễn viên chính

#### Perfect Match
- Puttichai Kasetsin (Push) vai Suea
- Worranit Thawornwong (Mook) vai Junior

#### Pity Girl
- Natcha Janthapan (Mouse) vai Aston
- Neen Suwanamas vai Alice
- Nachat Juntapun (Nicky) vai Fuyu

#### Don't
- Jirakit Thawornwong (Mek) vai Zero
- Lapassalan Jiravechsoontornkul (Mild) vai Maewnam
- Chatchawit Techarukpong (Victor) vai Minton

#### Boy's Paradise
- Esther Supreeleela vai Mami
- Sean Jindachot vai CU
- Korn Khunatipapisiri (Oaujun) vai Rayji
- Kitkasem Mcfadden (James) vai LJ

### Diễn viên phụ

#### Perfect Match
- Korawit Boonsri (Gun) vai Ying Bee
- Oranicha Krinchai (Proud) vai Nung Ning
- Nattharat Kornkaew (Champ) vai Tui

#### Pity Girl
- Jumpol Adulkittiporn (Off) vai Tom (người yêu cũ của Alice)
- Thitipoom Techaapaikhun (New) vai BM (người yêu của Chicha)
- Maripha Siripool (Wawa) vai Patti
- Zom Marie vai Chicha (bạn thân của Alice)
- Tatchakorn Boonlapayanan (Godji) vai Martha (dì của Alice)

#### Don't
- Lapisara Intarasut (Apple) vai Ozone
- Alysaya Tsoi (Alice) vai Vivien
- Korapat Kirdpan (Nanon) vai Plawan
- Gornpop Janjaroen (Joke) vai bố của Maewnam

#### Boy's Paradise
- Anchasa Mongkhonsamai (Bifern) vai Namsom (bạn của Mami)
- Vichuda Pindum (Mam) vai mẹ của Mami
- Napasasi Surawan (Mind) vai Kiki

### Khách mời

#### Perfect Match
- Neen Suwanamas vai Alice
- Suppawan Kootpan (Add) vai Aoi
- Poramaporn Jangkamol (June) vai mẹ của Junior
- Leo Saussay vai Max (người yêu cũ của Junior)
- Nat Sakdatorn vai bác sĩ Sakda
- Niti Chaichitathorn (Pompam) vai Amorn
- Petchbuntoon Pongphan (Louis) vai Tot (người yêu của Nung Ning)
- Noelle Klinneam (Tiny) vai Noelle
- Tichakorn Phukhaotong (Jojo) vai chủ tiệm Jersey
- Akkaranat Ariyaritwikul (Nott) vai Ryu
- Thanaboon Wanlopsirinun (Na)

#### Pity Girl
- Nitcharee Kijviriyatanachote (Best) vai Bambi
- Worranit Thawornwong (Mook) vai Junior
- Puttichai Kasetsin (Push) vai Suea
- Chatchawit Techarukpong (Victor) vai Minton
- Lapassalan Jiravechsoontornkul (Mild) vai Maewnam

#### Don't
- Nachat Juntapun (Nicky) vai Fuyu
- Tawan Vihokratana (Tay) vai Ter
- Watchara Sukchum (Golf) vai Doctor

#### Boy's Paradise
- Worranit Thawornwong (Mook) vai Junior
- Neen Suwanamas vai Alice
- Lapassalan Jiravechsoontornkul (Mild) vai Maewnam
- Tachakorn Boonlupyanun (Godji)